# Рыкачев, Александр Петрович
Александр Петрович Рыкачев (1803—1870) — капитан-лейтенант Российского императорского флота, участник Наваринского сражения, мемуарист, земский и общественный деятель.

## Биография
Александр Рыкачев родился в 1803 году, происходил из старинного дворянского рода, имевшего жалованные поместья в Ярославской, Тверской и Тамбовской губерниях; внук генерал-майора М. И. Рыкачева, брат генерал-майора В. П. Рыкачева и капитан-лейтенанта Д. П. Рыкачева. Отец — Пётр Маркович Рыкачёв, служил ротмистром в Сумском гусарском полку и участвовал в Суворовских походах, мать — Марья Андреевна (урождённая Авинова) была дочерью рязанского помещика. 
В 1814 году, по смерти своей матери, Рыкачев, одиннадцати лет от роду, вместе со своими братьями был перевезён в Санкт-Петербург, где поступил в пансион Д. А. Сорокина, бывшего одним из преподавателей математики в Морском кадетском корпусе. Все заботы о воспитании мальчиков были полностью предоставлены Сорокину, согласно «РБСП», отличавшемуся «необыкновенно честными взглядами и любовью к детям». Александр Рыкачев хорошо учился в пансионе и 12 мая 1816 года поступил в Морской кадетский корпус прямо в гардемарины, откуда в 1817 году, в числе 12 лучших гардемарин, был назначен на 22-пушечный бриг «Феникс».
Неся службу на «Фениксе» под командованием капитан-лейтенанта П. А. Дохтурова Александр Петрович Рыкачев совершил переходы в Стокгольм и Копенгаген. В этом походе сослуживцами Рыкачева были герой Синопского сражения П. С. Нахимов, декабрист Д. И. Завалишин, знаток русского языка В. И. Даль и И. П. Бутенев.
В 1818 году А. П. Рыкачев был произведен в гардемаринские унтер-офицеры, а 3 марта 1819 года — в мичманы, выдержав экзамен девятым в выпуске.
По приезде в порт Кронштадт Александр Петрович Рыкачев, имея там много родственников, попал сразу в морское общество, состоявшее из лучших моряков того времени. В 1822 году, служа на корабле «Ретвизан», он обратил на себя внимание адмирала Р. В. Кроуна, который вскоре зачислил его в свой штаб флаг-офицером; в этой должности Рыкачев состоял почти без перерыва до 1827 года, находясь постоянно в плавании на «Ретвизане» и «Кацбахе».
21 апреля 1824 года, уже в чине лейтенанта, Рыкачев был назначен на линейный корабль «Гангут», уходивший в Средиземное море в составе эскадры под общим начальством контр-адмирала графа Логгина Петровича Гейдена. 8 октября 1824 года Рыкачев участвовал в Наваринском сражении при истреблении турецко-египетского флота, причем за отличие в этом деле награжден был, 21 декабря 1824 года, орденом Святого Владимира 4-й степени с мечами и бантом. Весной 1828 года корабль «Гангут» по своему ненадежному состоянию был возвращен в Россию, но Рыкачев по собственному желанию перевелся на фрегат «Кастор», блокировавший Наварин, Корон и Модон. Состоя на этом фрегате, Рыкачев участвовал в аресте и взятии в плен египетского корвета «Нессабиз Сабах», названного впоследствии корветом «Наварин». Вследствие того, что на захваченном корвете оказались признаки чумы и на «Касторе» было несколько подозрительных смертных случаев, последний был направлен на остров Мальту, где выдержал полный чумный карантин, по окончании которого вышел опять в море для блокады Пороса и Наварина. 
В январе 1820 года, по приходе фрегата «Кастор» на Мальту, Рыкачев получил назначение состоять при интенданте эскадры — капитане 2 ранга Л. Ф. Богдановиче, с зачислением в судовой состав корабля «Александр Невский», а в июле 1830 года, по окончании дел на Мальте, отправился на бриге «Ахиллес» в Архипелаг (Эгейское море), где явился к месту своей службы на корабль «Александр Невский», входивший в отряд контр-адмирала П. И. Рикорда. На этом корабле Рыкачев служил в Греции и Архипелаге вторую половину 1830 года и возвратился в Кронштадт 10 октября 1831 года в отряде контр-адмирала Г. И. Платера. 
Возвращение отряда Платера ознаменовалось страшной катастрофой на корабле «Фершампенуаз», сгоревшем на малом Кронштадтском рейде. Во время этого пожара корабль «Александр Невский» подвергся серьезной опасности, находясь борт о борт с горящим судном, но избежал её, благодаря находчивости лейтенанта Рыкачева, стоявшего в это время на вахте: ловким маневром он обрубил канат, поставил паруса и отошел под ветер, чем спас свой корабль от гибели. 
По возвращении в Кронштадт, получив шестимесячный отпуск, Александр Петрович Рыкачев отправился на родину, где вскоре стал женихом своей дальней родственницы — княжны Аскитрии (Александры) Николаевны Солнцевой-Засекиной, дочери князя Николая Андреевича Солнцева-Засекина, последнего представителя старшей линии этого древнего рода; свадьба состоялась в июле 1832 года. Вернувшись из отпуска, Рыкачев поступил адъютантом к адмиралу Р. В. Кроуну, а в начале 1833 года, получив известие о смерти своего тестя — князя H. А. Засекина, уехал в отпуск, откуда уже более на морскую службу не возвращался.

### Гражданская служба
Получив при отставке (8 ноября 1833 года) чин капитан-лейтенанта и поселившись в имении своей жены, в селе Николаевском, Романово-Борисоглебского уезда Ярославской губернии, Рыкачев занялся сначала сельским хозяйством, а затем воспитанием своих девятерых детей. Так текла жизнь его до того времени, когда старшие его сыновья (Николай и Михаил) поступили в Морской кадетский корпус, а сам он переселился с семьей в губернский город Ярославль. С этого времени начинается его общественная служба по выборам и в земстве. 
Сначала Александр Петрович Рыкачев прослужил несколько трёхлетий в звании уездного Предводителя дворянства Романово-Борисоглебского уезда, а затем, после окончания Крымской войны и по вступлении на престол Императора Александра II, принял деятельное участие в проведении реформ нового царствования. Он был избран членом в первый подготовительный Комитет по освобождению крестьян от крепостной зависимости, принимал самое горячее участие в работах этого Комитета, а затем был назначен членом от правительства в Ярославское губернское по крестьянским делам Присутствие. Одновременно с этим Рыкачев состоял гласным в Романово-Борисоглебском и Мышкинском земских уездных собраниях и почётным мировым судьей в тех же уездах. Пользуясь большим уважением, доверием и любовью своих сограждан и соседей, Рыкачев, служа по выборам, никогда не расставался с любимым морским мундиром и даже отказывался от наград орденами, считая полученный им за Наваринское сражение орден Святого Владимира 4-й степени с мечами и бантом выше всех орденов за гражданские заслуги. Обладая всю жизнь хорошим здоровьем и заболев в начале декабря 1870 года, Рыкачев сразу слег и скончался через несколько дней, — 9 (21) декабря, окруженный своим многочисленным семейством. Он был похоронен в имении Николаевском, при церкви Воскресения.

## Литературная деятельность
В морской литературе известны «Записки гардемарина А. Рыкачева во время плавания на бриге „Феникс“». Часть этих записок была напечатана в «Кронштадтском вестнике» в 1877 году. Другой его труд был издан в Кронштадте в 1877 году и вышел под названием «Год Наваринской кампании. 1827 и 1828 год. Из записок лейтенанта Александра Петровича Рыкачева, веденных на эскадре контр-адмирала графа Логгина Петровича Гейдена. С портретами союзных адмиралов, видом корабля „Гангут“ в Наваринском сражении и двумя планами сражения. Посмертное издание». Представляя из себя дневник, веденный автором для самого себя, записки эти интересны тем, что рисуют картину внутренней жизни офицеров на корабле, описанию которой записки и посвящены главным образом. Кроме того, в них можно найти и правдивый, бесхитростный рассказ очевидца о военных событиях того времени, — так, как их наблюдал сам автор; об отношениях наших офицеров с другими союзниками и с местными жителями, где эскадре приходилось иметь продолжительные стоянки. Из этих рассказов видно, что отношения союзников, англичан и французов, были самыми лучшими, о чем свидетельствует то радушие, с которым наши офицеры принимались на Мальте. Эти же записки послужили опровержением статей, помещенных около того же времени в английских газетах и журналах, в которых говорилось о недружелюбных отношениях, якобы существовавших между Наваринскими союзниками, а также рассказов о необразованности и угловатости тогдашних русских моряков: «Записки» А. П. Рыкачева показывают, как дружно жили наши моряки со своими английскими товарищами, не говоря уже о Греции и Архипелаге, где офицеры эскадр Гейдена и Рикорда были несомненно дорогими и желанными гостями.